# Eduard Stiefel
Eduard Stiefel   (Zúric, 21 d'abril de 1909 - Zúric, 25 de novembre de 1978) va ser un matemàtic suís.

## Vida i Obra
Fill d'un conegut pintor i professor de dibuix, Stiefel va ser escolaritzat a la seva vila natal, Zúric i entre 1927 i 1931 va estudiar física i matemàtiques a l'Escola Federal Politècnica (ETH). El curs 1932-33 va estar a les universitats d'Hamburg i Göttingen, abans de retornar a l'ETH en el qual es va doctorar el 1935 amb una tesi de topologia sota la direcció de Heinz Hopf. Després d'un període militar en el qual va assolir el grau de coronel, el 1943 es va convertir en professor titular de matemàtiques del ETH Zuric. A partir de 1948 va dirigir el recent creat Institut de Matemàtiques Aplicades del ETH. Va morir sobtadament el 1978, abans de cumplir el setanta anys als quals pensava jubilar-se.
Inicialment es va dedicar a la recerca en topologia i teoria de grups, però el 1948 va fer un gir radical a la seva carrera acadèmica per a dedicar-se a les matemàtiques aplicades. Després d'una estança als Estats Units el 1948-1949, va llogar i portar a Zuric el Z4, el primer ordinador digital del món, desenvolupat per Konrad Zuse a Alemanya, convertint així el ETZ Zuric en la primera universitat del món es estar dotada d'aquesta mena d'aparells. El primer camp que va estudiar va ser el de l'anàlisi numèrica, essent recordat per un article de 1952, escrit conjuntament amb Magnus Hestenes, en el qual establien el mètode del gradient conjugat per resoldre sistemes d'equacions lineals. A partir de 1962 també es va dedicar a estudiar els problemes de la mecànica celeste.
Stiefel va escriure nou llibres i més d'una seixantena d'articles científics.